# Patons Country Narrow Gauge Railway
| NG G11 Nr. 55 SAR-Klasse NGG 11 2-6-0+0-6-2 mit einem gemischten Güter- und Personenzug bei Ixopo, KwaZulu-Natal.                                                                                |                     |                          |                          |
| Strecke von Ixopo 30 km nach SW bis Madonella bei Umzimkulu |                     |                          |                          |
| Streckenlänge: | 30 km               |                          |                          |
| Spurweite: | 610 mm (2-Fuß-Spur) |                          |                          |
| |                     |                          |                          |
| \| \| \| Vause \| \| \| \| Abzweigung nach Madonela \| \| \| \| Ixopo \| \| \| \| Allwoodburn \| \| \| \| Stainton \| \| \| \| Carisbrooke \| \| \| \| Ncalu \| \| \| \| Madonela (Umzinkulu) \| |                     |                          |                          |
| Haltepunkt / Haltestelle (Strecke außer Betrieb) |                     | Vause                    | Vause                    |
| Strecke von links (außer Betrieb) · Abzweig geradeaus, nach rechts und von rechts (Strecke außer Betrieb)                                                                                        |                     | Abzweigung nach Madonela | Abzweigung nach Madonela |
| Strecke (außer Betrieb) · Bahnhof (Strecke außer Betrieb) |                     | Ixopo                    | Ixopo                    |
| Kopfbahnhof Strecke bis hier außer Betrieb |                     | Allwoodburn              | Allwoodburn              |
| Haltepunkt / Haltestelle |                     | Stainton                 | Stainton                 |
| Haltepunkt / Haltestelle |                     | Carisbrooke              | Carisbrooke              |
| Haltepunkt / Haltestelle |                     | Ncalu                    | Ncalu                    |
| Kopfbahnhof Streckenende |                     | Madonela (Umzinkulu)     | Madonela (Umzinkulu)     |

Die Patons Country Narrow Gauge Railway (PCNGR) ist eine 30 km lange schmalspurige eingleisige Museumsbahnstrecke mit einer Spurweite von 2 Fuß (610 mm) in KwaZulu-Natal, Südafrika.
Die Patons Country Narrow Gauge Railway wurde 2000 vom Allwoodburn Rangierbahnhof bei Ixopo bis zum Bahnhof Madonella bei Umzimkhulu auf der Trasse einer alten von der Schmalspurbahn Umzinto–Donnybrook abzweigenden Stichstrecke, die um 1985 stillgelegt worden war, neu aufgebaut.
Da die Bahnstrecke nach der Stilllegung stellenweise abgebaut worden war, musste sie komplett neu gebaut werden. Schrittweise wurden Lokomotiven und Wagen von verschiedenen stillgelegten Bahngesellschaften in Natal erworben. Anfangs verkehrte die Museumsbahn von Ixopo (Allwoodburn Siding) bis Carisbrooke. Die Strecke wurde aber inzwischen von Umzinkulu bis zu einem neuen Endbahnhof bei der Township von Madonella in der Nähe von Umzimkulu verlängert.
Folgende Lokomotiven sind in Ixopo stationiert:
- NG G11 Nr. 55 der South African Class NG G11 2-6-0+0-6-2. Diese Lok Nr. 55 wurde 1925 gebaut, und wurde früher vor allem auf der Strecke Estcourt-Weenen eingesetzt.[4]
- Zwei Avonside Zuckerrohrlokomotiven
- Zwei Vierzylinder Diesel Hunslet Rangierloks.[5][6]
- Zwei 2015 beschaffte Dieselloks 91-006 and 91-007

Patons Narrow Gauge hat auch den Banana Express auf der Strecke der Alfred County Railway betrieben, die 2006 nach einer Sturmflut stillgelegt worden war. Es gibt aber noch einen von einer kleinen Diesellok gezogenen Zug, der Hamba Wehelie Express auf einem kurzen Streckenabschnitt des früheren Banana Express zwischen den Bahnhöfen von Paddock und Plains.